# Mistr Václav
Mistr Václav (italsky Maestro Venceslao či Wenceslao, německy Wenzeslaus von Riffian) byl neznámý malíř z Čech, jenž je pravděpodobným autorem cyklu maleb Dvanáct měsíců (italsky Ciclo dei Mesi z let okolo 1390-1400), jenž se dnes nachází v Orlí věži hradu Buonconsiglio v Trentu a také fresky v Mariánské kapli v Riffianu z roku 1415 s vyobrazením Zikmunda Lucemburského a Barbory Celjské.

## Okolnosti vzniku obrazu
K přisouzení obrazu v Trentu českému mistrovi došlo po zhodnocení pravděpodobného původu předlohy cyklu fresek jako přesalpské a při hledání jména, jež by mohlo být spojeno se zadáním knížete-biskupa Jiřího z Lichtenštejna-Katelkornu. Tak byla nalezena dokumentace o jistém mistru Václavovi z Čech, jenž tehdy (v roce 1397) působil ve městě.
Cyklus fresek je znázorněním dvanácti prostorově spojených scén z pohledu jakoby přes balkónek s kroucenými sloupky. Každý z měsíců je se značným důrazem na detail znázorněn v činnosti panstva a rolníků v období. Předlohou jsou výjevy ze skutečného života, avšak zřejmě z perspektivy Tacuina sanitatis, s plynoucími poklidnými výjevy ze života nobility propletenými s běžným světem poddaných. Poměrně málo jsou zde znázorněny grottesco či morbidity, jež byly charakteristické pro tvorbu v jiných částech apeninského poloostrova i zbytku Evropy v období pozdní gotiky.